# مرخصی قاعدگی

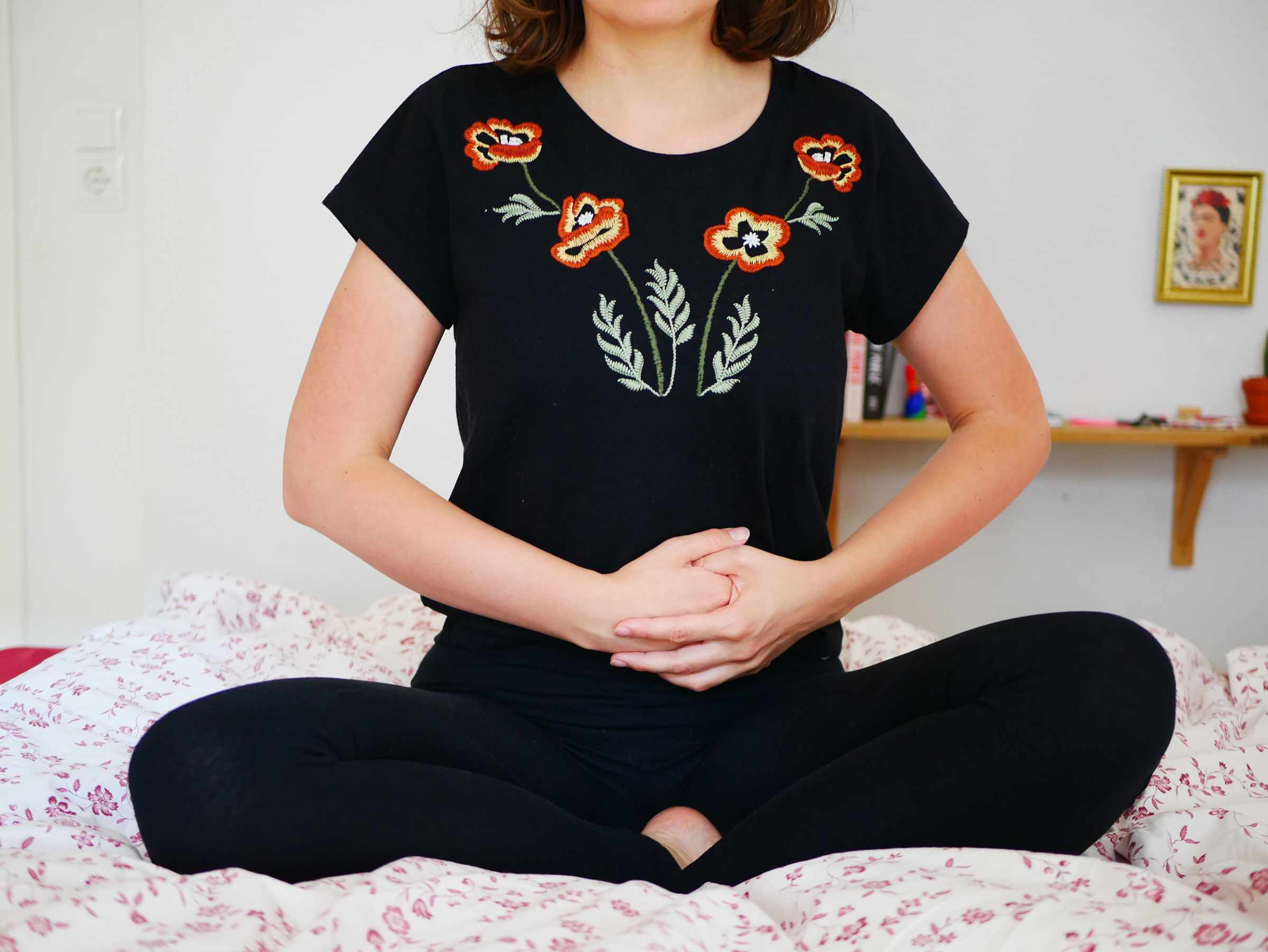
تجربه درد قاعدگی

مرخصی قاعدگی (به انگلیسی: Menstrual leave) نوعی ترکِ موقت کار است که در بعضی از شرکتها یا کشورها، می‌تواند یکی از گزینه‌های مرخصی برای خانم‌ها باشد که طی دوران قاعدگی نمی‌توانند در کار خود حاضر شوند. این نوع مرخصی بسته به موقعیت، می‌تواند با حقوق یا بدون پرداخت حقوق باشد. [۱][۲] بر اساس یکی از مطالعات، زنان ۴۰٪ از نیروی کار را تشکیل می‌دهند و ۲۰ درصد از آنها مبتلا به بیماری قاعدگی دردناک (دیسمِنوریا) هستند که باعث درد و رنجهایی، طی این دوره می‌شود.
مرخصی قاعدگی بحث‌انگیز است، چرا که بعضی از منتقدین آن را بهانه‌ای بر «ناکارآمد بودنِ زنان در مشاغل» می‌دانند و برخی به عنوان تبعیض جنسیتی از آن یاد می‌کنند. در حالیکه، برخی دیگر به عنوان حامیانِ مرخصیِ دوران قاعدگی، کارکرد این نوع مرخصی را مشابه مرخصی زایمان دانسته و آنرا ترویج‌کنندهٔ برابری جنسیتی تلقی می‌کنند.

## تاریخچه
یک مدرسه دخترانه در ایالت جنوبی هند در کرالا، در اوایل سال ۱۹۱۲ (۱۲۹۰ شمسی) حق بهره‌مندی از مرخصی قاعدگی را به شاگردانش اعطا کرد.
مفهوم مرخصی قاعدگی در اوایل قرن بیستم در ژاپن شکل گرفت. در دهه ۱۹۲۰، اتحادیه‌های کارگری ژاپن خواستار قانونی شدنِ این نوع درخواست مرخصی (سیری کویکا) برای کارکنان زنان شدند. در ۱۹۴۷ (۱۳۲۶ شمسی)، قانونی به استانداردهای کار ژاپن اضافه شد که به کارکنان زن این حق را می‌داد تا برای دوران قاعدگی درخواست مرخصی داشته باشند. پس از آن، به قانونی خاص در نوع خود تبدیل شد که در حال حاضر در چند کشور یافت می‌شود. بحث در مورد این که آیا این یک «ضرورت پزشکی» یا «یک معیار تبعیض آمیز» است همچنان ادامه دارد.